# Наддністрянська сільська рада
| Наддністрянська сільська рада — колишній орган місцевого самоврядування у Мурованокуриловецькому районі Вінницької області з адміністративним центром у с. Наддністрянське. Сільській раді підпорядковані населені пункти: - с. Наддністрянське |

## Склад ради
Рада складається з 14 депутатів та голови.

## Керівний склад сільської ради
| ПІБ                      | Основні відомості                                                                         | Дата обрання | Дата звільнення |
| ------------------------ | ----------------------------------------------------------------------------------------- | ------------ | --------------- |
| Денисова Надія Василівна | Сільський голова, 1963 року народження, освіта, член Народно-демократичної партії України | 26.03.2006   | 31.10.2010      |
| Динисова Надія Василівна | Сільський голова, 1963 року народження, освіта середня спеціальна, позапартійна           | 31.10.2010   |                 |

Примітка: таблиця складена за даними джерела